# 李连生 (学者)
李连生（1962年1月—），原西安交通大学能源与动力工程学院教授、博士生导师、长江学者。毕业于西安交通大学，后留校任教。
2005年，李连生获国家科技进步二等奖。2008年，西安交通大学杨绍侃、郁永章、陈永江、林槑、冯全科、屈宗长六位老教授联合举报李连生和原西安交通大学副校长束鹏程学术成果造假，但遭到校方多次劝阻。2009年12月，学校终于决定撤销其博士生导师资格。2010年3月，学校作出决定，取消李连生的教授职务并解除其教师聘用合同。
2010年2月10日，中华人民共和国科技部和国家科学技术奖励办公室因其涡旋压缩机设计制造关键技术研究及系列产品开发这一项目的推荐材料中存在“代表著作严重抄袭”和“经济效益数据不实”，撤销其科技进步奖，收回奖励证书，追回奖金。这是中国第一例由于学术造假导致该奖项的撤销。